# تشاه نوين (بجستان)
تشاه نوین (بالفارسية: چاه نوین) هي قرية تقع في إيران في قسم بجستان الريفي.